# Liste der Monuments historiques in Cessac
Die Liste der Monuments historiques in Cessac führt die Monuments historiques in der französischen Gemeinde Cessac auf.

## Liste der Bauwerke
| Bezeichnung      | Beschreibung          | Standort | Kennzeichnung | Schutzstatus | Datum | Bild |
| ---------------- | --------------------- | -------- | ------------- | ------------ | ----- | ---- |
| Kirche St-Romain | Erbaut im Mittelalter | (Lage)   | PA00083517    | Classé       | 1908  |      |